# Sporobolomyces dimmenae
Sporobolomyces dimmenae är en svampart som beskrevs av Hamam. & Nakase 1995. Sporobolomyces dimmenae ingår i släktet Sporobolomyces, ordningen Sporidiobolales, klassen Microbotryomycetes, divisionen basidiesvampar och riket svampar.   Inga underarter finns listade i Catalogue of Life.